# Собор Успения Богоматери (Манзини)
Собор Успения Богоматери (или собор Манзини) — римско-католический собор в городе Манзини, в райцентре того же имени, в самом густонаселённом городе и важнейшем промышленном и торговом центре в центрально-африканской стране Эсватини.
Является кафедральным собором епархии Манзини (лат. Dioecesis Manziniensis), которая была создана в 1951 году буллой «Suprema Nobis» папы Пия XII. Она включена в церковную провинцию Йоханнесбург в Южной Африке, чьи руководители являются епископами Манзини с 1955 года.
Его посетил Папа Римский Иоанн Павел II 16 сентября 1988 года в своём турне по Африке.